# ベネディクト・カイリー
ベネディクト・カイリー（Benedict "Ben" Kiely、1919年8月15日 - 2007年2月9日）は、北アイルランド、ティロン県出身の著作家、ジャーナリスト。1964年に渡米し、エモリー大学などで教鞭を執った。
| スタブアイコン | サブスタブ | この項目は、まだ閲覧者の調べものの参照としては役立たない、文人（小説家・詩人・歌人・俳人・作詞家・作家・放送作家・随筆家（コラムニスト）・文芸評論家）に関連した書きかけの項目です。この項目を加筆・訂正などしてくださる協力者を求めています（P:文学/PJ:作家）。 |